# Isolotto della Maddalena
L'isolotto della Maddalena è un isolotto del mar di Sardegna situato nella Sardegna settentrionale all'interno della rada di Alghero.

Appartiene amministrativamente al comune di Alghero.